# Phyllactis striata
Phyllactis striata is een zeeanemonensoort uit de familie Actiniidae.
Phyllactis striata is voor het eerst wetenschappelijk beschreven door Wassilieff in 1908.